# Libertad en Internet
La libertad en Internet engloba las libertades que impone el respeto a los derechos fundamentales dentro de la red de Internet.
La libertad de expresión, el respeto a la privacidad y el respeto a la confidencialidad en las comunicaciones son ejemplos de lo que se entiende por libertad en Internet. Asociaciones, usuarios y organismos internacionales defienden esta libertad en Internet recurriendo a la llamada neutralidad de la red.
Internet, debido a su estructura, es una herramienta de comunicación muy potente al servicio de la libertad de expresión, y por ello, en gran medida, escapa al control de los Estados. Los gobiernos de numerosos países, alarmados por la pérdida de poder a causa de los servicios ofrecidos por Internet, tratan de aplicar políticas de control (censura) por medio de leyes y reglamentos. La Unión Europea recoge en el Artículo 11 de la Carta de los Derechos Fundamentales de la Unión Europea la libertad de expresión y de información.
Las asociaciones en favor de un Internet libre se preocupan por las medidas tomadas por los gobiernos de algunos países: los sucesos del 11 de septiembre de 2001 y otros grandes atentados han servido de pretexto para la adopción de medidas que coartan severamente la libertad en la Red.
La criptología, y especialmente la criptografía asimétrica, es una de las cuestiones más problemáticas. Algunos gobiernos pretenden autorizar un único sistema de criptografía asimétrica del que tendrían la clave. Las asociaciones favorables a la libertad de Internet se oponen a esta vulneración potencial de la vida privada, y exigen que los ciudadanos utilicen los sistemas de cifrado de datos que prefieran, como el sistema PGP o su versión libre GnuPG. 
Uno de los activistas que más ha defendido este derecho es Richard Stallman, iniciador del movimiento del software libre, que ha declarado: «La vida privada queda abolida por completo cuando los gobiernos comienzan a vigilar qué dices, dónde vas o qué lees».

## Conflictos

### La criptografía
Este conflicto no enfrenta a los defensores de la vida privada de los ciudadanos con los gobiernos que quieren asegurar su seguridad interna. La criptografía permite al gran público de intercambiar información con seguridad y confidencialidad, lo que para algunos gobiernos es motivo de inquietud. La criptografía, utilizada por una parte de la población, aunque mínima, puede llegar a complicar seriamente las infraestructuras de espionaje en masa, como la red ECHELON.
El cifrado y el anonimato son herramientas fundamentales para proteger la privacidad y la libertad de expresión en la era digital. La encriptación convierte la información en un formato ilegible para cualquiera que no posea la clave de descifrado, asegurando que solo el destinatario previsto pueda acceder al contenido. El cifrado de clave pública es ampliamente utilizado para proteger datos en tránsito, mientras que el cifrado de datos en reposo permite asegurar información almacenada en dispositivos como laptops o discos duros.
El anonimato, por su parte, permite que las personas actúen o se comuniquen sin revelar su identidad real. Esto puede lograrse mediante el uso de nombres ficticios (pseudonimato) o al no asociar ninguna identidad con la comunicación. Tanto el cifrado como el anonimato crean un espacio de privacidad necesario para la expresión libre de opiniones y creencias, lo cual es crucial en contextos políticos, sociales y religiosos hostiles. Estas herramientas son particularmente valiosas para periodistas, investigadores, abogados y miembros de la sociedad civil, quienes necesitan protegerse a sí mismos y a sus fuentes de la vigilancia y el acoso.
Según el Reporte de las Naciones Unidas sobre cifrado y anonimato, aunque algunos gobiernos intentan regular o restringir el uso de estas tecnologías bajo el argumento de proteger la seguridad nacional, las restricciones absolutas pueden afectar de forma desproporcionada la libertad de expresión. De hecho, imponer censura ilegal o restricciones técnicas al cifrado limita el derecho de los individuos a un espacio privado y seguro en línea. Las Naciones Unidas recomiendan que los Estados promuevan el uso del cifrado fuerte y regulen su uso solo mediante leyes transparentes, aplicadas selectivamente y con el respaldo de órdenes judiciales.
El cifrado y el anonimato en Internet son vitales para el ejercicio de los derechos digitales, ya que permiten a los usuarios proteger su privacidad y expresarse sin temor a represalias, especialmente en contextos donde la censura y la vigilancia son comunes. Estas tecnologías empoderan a las personas para acceder libremente a información y compartir ideas, lo cual es esencial para una sociedad libre y democrática.

### El P2P y los derechos de autor
La aparición de las redes Peer-to-peer (P2P o redes punto a punto), que facilitan el intercambio de archivos digitales, ha provocado conflictos entre los usuarios de estas redes y ciertos sectores (principalmente la industria discográfica y cinematográfica, aunque también las industrias del software y de los juegos de vídeo). Ha habido que buscar un compromiso entre la retribución a la que tienen derecho esas industrias y la obligación de los internautas a respetar estos derechos sin llegar a restringir la Red ni prohibir ciertos tipos de tecnología.
- En Estados Unidos se adoptó la llamada Digital Millennium Copyright Act (DMCA).
- En Europa se adoptó la llamada Directiva EUCD (Directiva de la Unión Europea sobre derechos de autor).

#### El caso de ThePirateBay.org

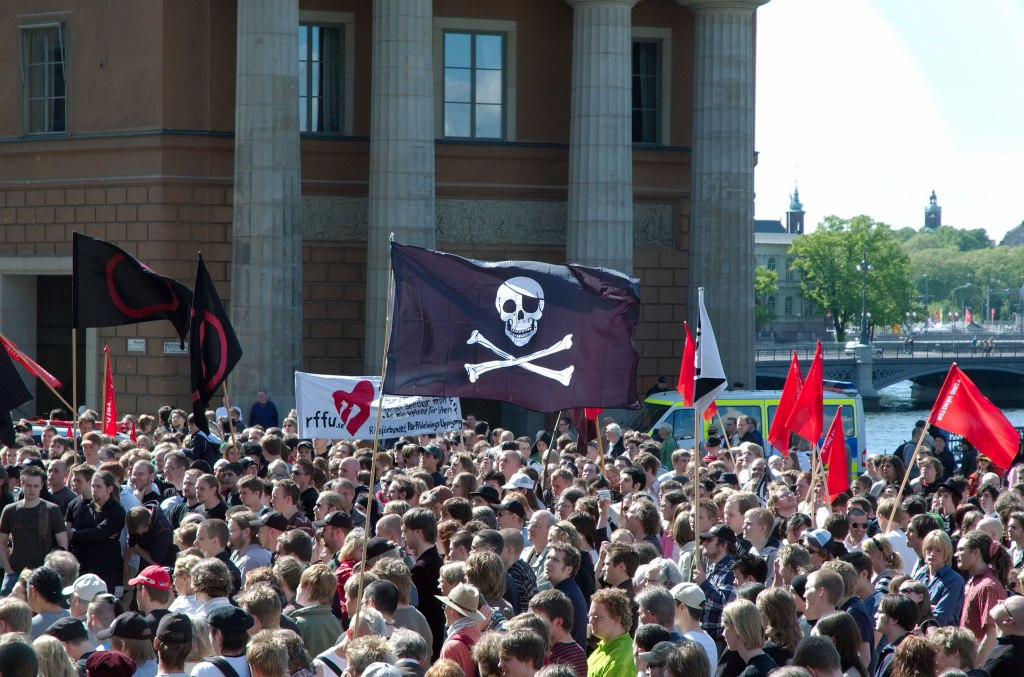
Manifestación en Estocolmo (Suecia) contra la captura de servidores, 3 de junio de 2006.

En 2006, el gobierno de Estados Unidos presionó al gobierno sueco para que se incautara del servidor de The Pirate Bay, un compendio de enlaces BitTorrent desde el que se podían descargar miles de archivos cuya difusión es ilegal en Estados Unidos. Esta incautación provocó un escándalo, ya que el sitio era legal en Suecia. Se produjo una manifestación en Estocolmo por este asunto, y la operación fue denunciada por el Partido Pirata sueco.
La decisión de clausurar la web «The Pirate Bay» tuvo un trasfondo simbólico, ya que tras el cierre de SuprNova, The Pirate Bay era el repertorio más frecuentado de enlaces BitTorrent.

#### El caso de Megaupload
Megaupload, fundado en 2005 por Kim Dotcom, fue una plataforma de almacenamiento en línea que permitió a los usuarios subir y compartir archivos de gran tamaño mediante enlaces de descarga directa. Su modelo de negocio ofrecía un servicio gratuito limitado y cuentas prémium que aceleraban la descarga y eliminaban restricciones de tamaño y velocidad. Aunque se presentó como una herramienta para almacenar y compartir archivos personales, en la práctica, muchos usuarios la usaban para distribuir películas, música, software y otros contenidos de forma no autorizada, similar a plataformas como eMule y BitTorrent.
El servicio creció rápidamente, generando millones de dólares en ingresos y una comunidad global que aprovechaba la facilidad de compartir enlaces de descarga en foros y sitios de intercambio. Kim Dotcom se benefició de este éxito y mostró públicamente su lujoso estilo de vida, lo que atrajo la atención de las autoridades estadounidenses. En 2012, tras una investigación que duró años, Megaupload fue cerrado en una operación policial internacional, y Dotcom fue arrestado en Nueva Zelanda acusado de infringir derechos de autor, lavado de dinero y fraude, por haber presuntamente generado 175 millones de dólares mediante la distribución ilegal de contenidos protegidos.
Tras el cierre de Megaupload, la reacción de los usuarios y comunidades en línea fue inmediata. Uno de los grupos que se pronunciaron fue Anonymous, el colectivo de activismo digital que aboga por la libertad en internet y la privacidad. En protesta por el cierre de la plataforma y el arresto de Kim Dotcom, Anonymous lanzó ataques cibernéticos de denegación de servicio (DDoS) a varias entidades y sitios web relacionados con el caso.
El cierre de Megaupload tuvo un fuerte impacto en el ecosistema de descargas directas, con otros servicios adoptando medidas para evitar el mismo destino. Posteriormente, Dotcom lanzó Mega, una nueva plataforma enfocada en la privacidad y la seguridad de los datos. Aun así, Dotcom sigue enfrentándose a procesos legales en su intento por evitar la extradición a Estados Unidos, lo que continúa generando controversia y debate sobre los derechos de autor y la libertad en internet.

### Libertad de expresión y censura

#### En el mundo
La ONG Reporteros Sin Fronteras (RSF) ha denunciado los países que considera los «15 enemigos de Internet».
1. Arabia Saudita
2. Bielorrusia
3. Birmania
4. China: Consultar el artículo Censura de Internet en la República Popular China
5. Corea del Norte
6. Cuba
7. Irán
8. Libia
9. Maldivas
10. Nepal
11. Uzbekistán
12. Siria
13. Túnez
14. Turkmenistán
15. Vietnam

#### Servidores en otro país: El caso de Indymedia
En 2005, el servicio que alojaba a Indymedia, cuyos servidores estaban ubicados en Londres, fue obligado –como consecuencia de un opaco «acuerdo de cooperación policial» entre el gobierno británico y el FBI, que actuaba fuera de su jurisdicción– a entregar a los servicios secretos estadounidenses el disco duro en el que se almacenaban varias webs de Indymedia, supuestamente por la publicación de una fotografía en la que aparecían dos miembros de la policía secreta suiza que intentaban infiltrarse en una manifestación antiglobalización.
Varias de las webs estuvieron inaccesibles durante varios días, e hizo falta una ingente labor de restauración de los archivos. Un mes después se estabilizó la situación, pero el hecho resultó inquietante por sentar un grave precedente de vulneración de la libertad de información y de la libertad en la Red.

## Leyes relativas a la libertad en Internet

### Libertad e Internet en el mundo
En mayo de 2011, la ONU publicó un informe sobre el Derecho a la Libertad de Opinión y de Expresión. En este informe, considera que el hecho de cortar o limitar el acceso a Internet es contrario a la Convención Internacional de, sea cual sea la justificación que se alegue, incluyendo la vulneración de la propiedad intelectual.

### Libertad de Internet en Estados Unidos

#### Global Internet Freedom Act
Declara que Estados Unidos se compromete a defender la libertad de expresión en Internet, así como a combatir la censura de regímenes represivos, y en especial China, Birmania, y Siria.

#### Digital Millenium Copyright Act
En Estados Unidos, el conflicto entre los usuarios de P2P y la industria discográfica, representada por la Asociación de la Industria Discográfica de Estados Unidos resultó en la adopción de la DMCA.

### Libertad de Internet en Europa

#### 2001: European Union Copyright Directive (EUCD)
La directiva europea 2001/29/CE, también conocida por sus siglas en inglés EUCD, es la adaptación europea de la DMCA (Digital Millennium Copyright Act) estadounidense del año 1998.

## Algunas asociaciones de defensa de la libertad en Internet
- Electronic Frontier Foundation
- Partidos piratas
- Amnistía Internacional
- Human Rights Watch
- Free Software Foundation
- Global Internet Liberty Campaign
- Reporteros Sin Fronteras (RSF)